# ヨハン・コボー

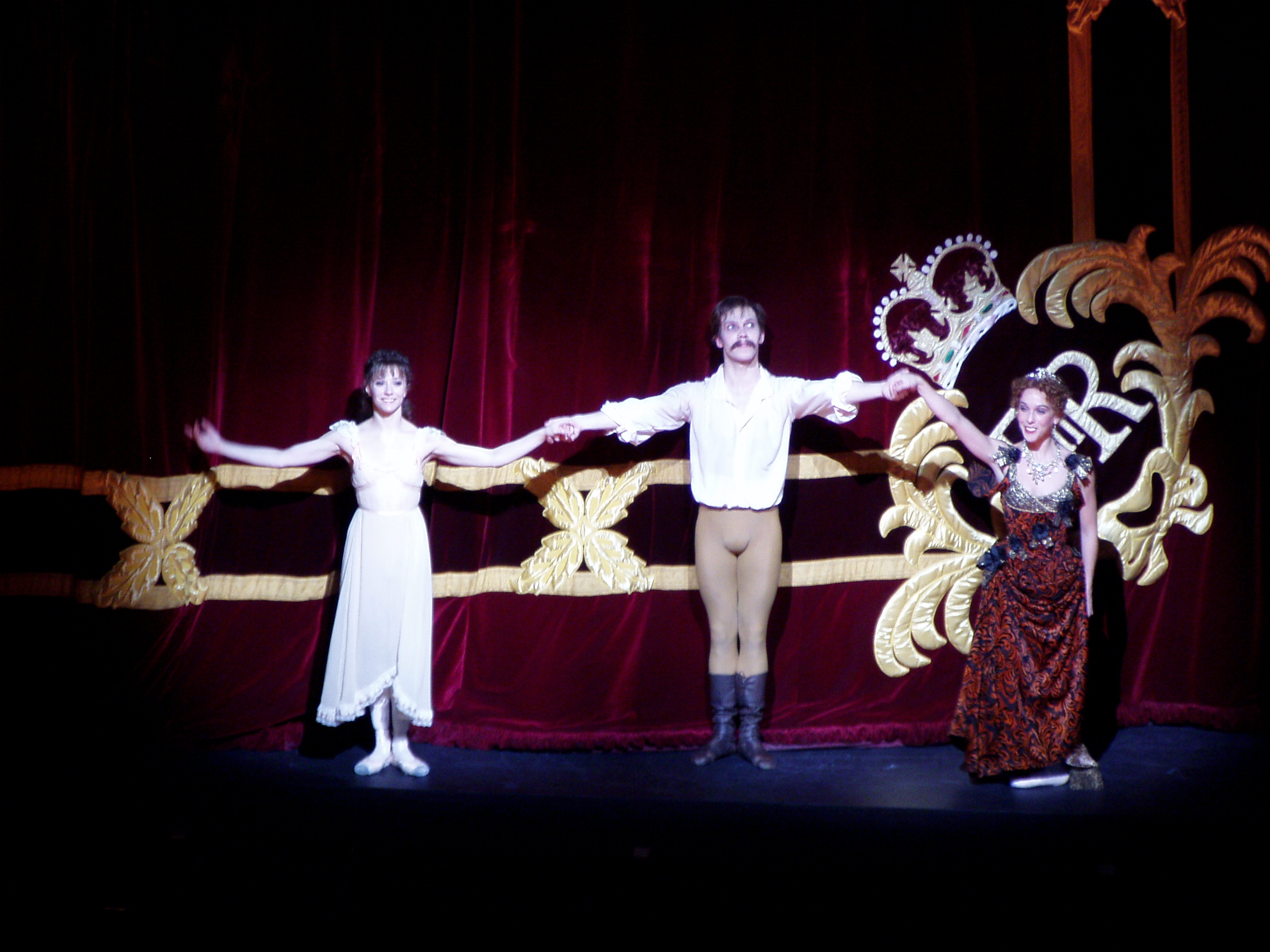
『うたかたの恋』カーテンコールにて。中央がヨハン・コボー（2007年4月10日）

ヨハン・コボー（Johan Kobborg、1972年6月5日 - ）はデンマーク出身のバレエダンサー・バレエ指導者で、英国ロイヤル・バレエ団の元プリンシパルである。

## 経歴
デンマーク第3の都市、オーデンセに生まれる。
コボーは1988年、16歳のときにデンマーク王立バレエ学校でキャリアをスタートさせた。1991年にはデンマーク王立バレエ団に加入し、1994年に「ラ・シルフィード」のジェームズ役でデビューを飾った後にプリンシパルに任命された。
1999年には英国ロイヤル・バレエ団に加入し、団のレパートリーでの主要な役の殆どを踊った。
コボーは、マリインスキー・バレエ団、ボリショイ・バレエ団、ミラノ・スカラ座バレエ団などを含む、世界中のバレエ団に客演して活躍し、日本にも英国ロイヤル・バレエ団の来日公演や、世界バレエフェスティバルへの出演などで数多く来日している。
コボーはよくルーマニア出身のアリーナ・コジョカルとパートナーを組むが、コジョカルはコボーの私生活上のパートナーでもある。
2013年、コジョカルとともにロイヤル・バレエ団を退団した。その後、ルーマニア国立バレエ団芸術監督に就任した。

## 受賞歴
- 1993年 エリック・ブルーン・コンクール 金賞
- 1994年 ヌレエフ・バレエ・コンクール グラン・プリ
- 1994年 ジャクソン・バレエ・コンクール グラン・プリ